# Aplysina archeri
Aplysina archeri is een in zee levende sponssoort uit de familie Aplysinidae, behorende tot het geslacht Aplysina. De spons wordt ook wel kokerspons genoemd (in het Engels stove-pipe sponge) een naam die hij dankt aan zijn buis-achtige cilindervorm. Veel buizen zijn bevestigd aan een specifiek deel van de spons. Een aparte buis kan uitgroeien tot boven de 1,5 meter lang en 8 centimeter dik.
De sponzen leven voornamelijk in de Atlantische Oceaan. Het zijn filtervoeders; ze eten bijvoorbeeld plankton wanneer het hen passeert. Er is zeer weinig bekend over de gedragspatronen van de spons, behalve over de voedselpatronen. Ze komen voor in verschillende kleuren, waaronder lavendel, grijs en bruin.
Ze planten zich voort door zowel ongeslachtelijke als geslachtelijke voortplanting. Wanneer ze hun sperma vrijgeven blijft het in het water drijven totdat het uiteindelijk ergens terechtkomt. Daar beginnen de cellen zich dan te reproduceren en te groeien.
De sponzen doen er honderden jaren over om te groeien en stoppen hier nooit mee, tot het moment dat ze doodgaan. Slakken behoren tot hun natuurlijke vijanden.